# Pisseloup
Pisseloup település Franciaországban, Haute-Marne megyében. Lakosainak száma 61 fő (2022. január 1.). Pisseloup Betoncourt-sur-Mance, Velles, Voisey és Vitrey-sur-Mance községekkel határos.

## Népesség
A település népességének változása:
| Lakosok száma | 81   | 66   | 51   | 43   | 49   | 50   | 54   | 56   | 60   | 61   |
|               | 1968 | 1990 | 2006 | 2011 | 2015 | 2016 | 2018 | 2019 | 2021 | 2022 |